# 愛されちゃって、マフィア
『愛されちゃって、マフィア』（原題：Married to the Mob）は、1988年公開のアメリカ合衆国のロマンティック・コメディ映画。ジョナサン・デミ監督。
日本では劇場未公開。VHS(ソニー・ミュージックエンタテインメント, 1989年), LD(RCA/Columbia)発売時のタイトルは「愛されちゃってマフィア」であり、DVD(ポニー・キャニオン, 2001年)発売時に「愛されちゃって、マフィア」となる。(2021年12月4日および11日に「70-80年代アメリカに触れる! 名作映画鑑賞会」中、京都みなみ会館で上映。東京では、下高井戸シネマで「70-80年代(ほぼ)アメリカ映画傑作選」期間中に2022年12月18日より4回上映された。)

## あらすじ
マフィアの大物を追うFBIの若い捜査官が、その片腕だった男の未亡人に囮捜査のため身分を偽って近づくが、次第に彼女に惹かれていく。

## キャスト
| 役名                                       | 俳優                     | 日本語吹替                                                                                    | 日本語吹替                                                                                     |
| 役名                                       | 俳優                     | テレビ東京版                                                                                  | 機内上映版                                                                                     |
| ------------------------------------------ | ------------------------ | --------------------------------------------------------------------------------------------- | ---------------------------------------------------------------------------------------------- |
| アンジェラ・デ・マルコ                     | ミシェル・ファイファー   | 佐々木優子                                                                                    | 幸田直子                                                                                       |
| マイク・ダウニー                           | マシュー・モディーン     | 磯部弘                                                                                        | 安原義人                                                                                       |
| トニー・“ザ・タイガー”・ルッソ             | ディーン・ストックウェル | 青野武                                                                                        | 小林清志                                                                                       |
| コニー・ルッソ                             | マーセデス・ルール       | 藤生聖子                                                                                      | 横尾まり                                                                                       |
| “キューカンバー” フランク・デ・マルコ      | アレック・ボールドウィン | 田中正彦                                                                                      | 若本規夫                                                                                       |
| フランクリン                               | トレイ・ウィルソン       | 廣田行生                                                                                      | 加藤正之                                                                                       |
| ローズ                                     | ジョーン・キューザック   |                                                                                               | 滝沢久美子                                                                                     |
| エド・ベニテス                             | オリヴァー・プラット     | 樫井笙人                                                                                      | 吉村よう                                                                                       |
| トミー                                     | ポール・レイザー         | 小形満                                                                                        | 牛山茂                                                                                         |
| ザ・クラウン                               | クリス・アイザック       |                                                                                               |                                                                                                |
| フィリス                                   | オーラン・ジョーンズ     |                                                                                               |                                                                                                |
| カレン・ラトニック                         | ナンシー・トラヴィス     |                                                                                               | 岡のりこ                                                                                       |
| ミスター・チキン・リッキン                 | トレイシー・ウォルター   |                                                                                               |                                                                                                |
| レオナルド・“ティップトーズ”・マッツィーリ | ジョー・スピネル         |                                                                                               |                                                                                                |
| その他                                     | N/A                      | 小関一 手塚秀彰 岩崎ひろし 北川勝博 喜田あゆ美 奥島和美 水田わさび 吉田孝 梅田貴公美 水間真紀 | 小関一 亀井三郎 笹岡繁蔵 沢木郁也 井上喜久子 林裕美子 安達忍 西村知道 大山高男 塚田正昭 牧章子 |
| 日本語版制作スタッフ                       |                          |                                                                                               |                                                                                                |
| 演出                                       | 演出                     | 木村絵理子                                                                                    | 小林守夫                                                                                       |
| 翻訳                                       | 翻訳                     | 岩本令                                                                                        | 山田ユキ                                                                                       |
| 調整                                       | 調整                     | オムニバス・ジャパン                                                                          |                                                                                                |
| 効果                                       | 効果                     | リレーション                                                                                  |                                                                                                |
| 担当                                       | 担当                     | 河村常平 高橋恭 （東北新社）                                                                  |                                                                                                |
| プロデューサー                             | プロデューサー           | 関谷美津子 具嶋朋子 （テレビ東京）                                                            |                                                                                                |
| 制作                                       | 制作                     | テレビ東京 東北新社                                                                           | 東北新社                                                                                       |
| 初回放送                                   | 初回放送                 | 1999年6月20日 『サンデーロードショー』                                                        |                                                                                                |

- 機内上映版：BS10スターチャンネルにて放送。

## 受賞
- 第23回全米映画批評家協会賞
  - 助演男優賞（ディーン・ストックウェル、『タッカー』と併せて受賞）
  - 助演女優賞（マーセデス・ルール）

- 第54回ニューヨーク映画批評家協会賞
  - 助演男優賞（ディーン・ストックウェル）[7]